# Nummer 1-hits in de Billboard Hot 100 in 1997
Deze hits stonden in 1997 op nummer 1 in de Billboard Hot 100.
| Datum        | Artiest                                  | Titel                                                              |
| ------------ | ---------------------------------------- | ------------------------------------------------------------------ |
| 4 januari    | Toni Braxton                             | Un-Break My Heart                                                  |
| 11 januari   | Toni Braxton                             | Un-break my heart                                                  |
| 18 januari   | Toni Braxton                             | Un-break my heart                                                  |
| 25 januari   | Toni Braxton                             | Un-break my heart                                                  |
| 1 februari   | Toni Braxton                             | Un-break my heart                                                  |
| 8 februari   | Toni Braxton                             | Un-break my heart                                                  |
| 15 februari  | Toni Braxton                             | Un-break my heart                                                  |
| 22 februari  | Spice Girls                              | Wannabe                                                            |
| 1 maart      | Spice Girls                              | Wannabe                                                            |
| 8 maart      | Spice Girls                              | Wannabe                                                            |
| 15 maart     | Spice Girls                              | Wannabe                                                            |
| 22 maart     | Puff Daddy & Mase                        | Can't nobody hold me down                                          |
| 29 maart     | Puff Daddy & Mase                        | Can't nobody hold me down                                          |
| 5 april      | Puff Daddy & Mase                        | Can't nobody hold me down                                          |
| 12 april     | Puff Daddy & Mase                        | Can't nobody hold me down                                          |
| 19 april     | Puff Daddy & Mase                        | Can't nobody hold me down                                          |
| 26 april     | Puff Daddy & Mase                        | Can't nobody hold me down                                          |
| 3 mei        | The Notorious B.I.G.                     | Hypnotize                                                          |
| 10 mei       | The Notorious B.I.G.                     | Hypnotize                                                          |
| 17 mei       | The Notorious B.I.G.                     | Hypnotize                                                          |
| 24 mei       | Hanson                                   | MMMBop                                                             |
| 31 mei       | Hanson                                   | MMMBop                                                             |
| 7 juni       | Hanson                                   | MMMBop                                                             |
| 14 juni      | Puff Daddy & Faith Evans & 112           | I'll be missing you                                                |
| 21 juni      | Puff Daddy & Faith Evans & 112           | I'll be missing you                                                |
| 28 juni      | Puff Daddy & Faith Evans & 112           | I'll be missing you                                                |
| 5 juli       | Puff Daddy & Faith Evans & 112           | I'll be missing you                                                |
| 12 juli      | Puff Daddy & Faith Evans & 112           | I'll be missing you                                                |
| 19 juli      | Puff Daddy & Faith Evans & 112           | I'll be missing you                                                |
| 26 juli      | Puff Daddy & Faith Evans & 112           | I'll be missing you                                                |
| 2 augustus   | Puff Daddy & Faith Evans & 112           | I'll be missing you                                                |
| 9 augustus   | Puff Daddy & Faith Evans & 112           | I'll be missing you                                                |
| 16 augustus  | Puff Daddy & Faith Evans & 112           | I'll be missing you                                                |
| 23 augustus  | Puff Daddy & Faith Evans & 112           | I'll be missing you                                                |
| 30 augustus  | The Notorious B.I.G. & Puff Daddy & Mase | Mo money mo problems                                               |
| 6 september  | The Notorious B.I.G. & Puff Daddy & Mase | Mo money mo problems                                               |
| 13 september | Mariah Carey                             | Honey                                                              |
| 20 september | Mariah Carey                             | Honey                                                              |
| 27 september | Mariah Carey                             | Honey                                                              |
| 4 oktober    | Boyz II Men                              | 4 seasons of loneliness                                            |
| 11 oktober   | Elton John                               | Candle in the wind 1997 / Something about the way you look tonight |
| 18 oktober   | Elton John                               | Candle in the wind 1997 / Something about the way you look tonight |
| 25 oktober   | Elton John                               | Candle in the wind 1997 / Something about the way you look tonight |
| 1 november   | Elton John                               | Candle in the wind 1997 / Something about the way you look tonight |
| 8 november   | Elton John                               | Candle in the wind 1997 / Something about the way you look tonight |
| 15 november  | Elton John                               | Candle in the wind 1997 / Something about the way you look tonight |
| 22 november  | Elton John                               | Candle in the wind 1997 / Something about the way you look tonight |
| 29 november  | Elton John                               | Candle in the wind 1997 / Something about the way you look tonight |
| 6 december   | Elton John                               | Candle in the wind 1997 / Something about the way you look tonight |
| 13 december  | Elton John                               | Candle in the wind 1997 / Something about the way you look tonight |
| 20 december  | Elton John                               | Candle in the wind 1997 / Something about the way you look tonight |
| 27 december  | Elton John                               | Candle in the wind 1997 / Something about the way you look tonight |

1940 ·
1941 · 
1942 ·
1943 ·
1944 ·
1945 ·
1946 ·
1947 ·
1948 ·
1949 ·
1950 ·
1951 ·
1952 ·
1953 ·
1954 ·
1955 ·
1956 ·
1957 ·
1958 ·
1959 ·
1960 ·
1961 ·
1962 ·
1963 ·
1964 ·
1965 ·
1966 ·
1967 ·
1968 ·
1969 ·
1970 ·
1971 ·
1972 ·
1973 ·
1974 ·
1975 ·
1976 ·
1977 ·
1978 ·
1979 ·
1980 ·
1981 ·
1982 ·
1983 ·
1984 ·
1985 ·
1986 ·
1987 ·
1988 ·
1989 ·
1990 ·
1991 ·
1992 ·
1993 ·
1994 ·
1995 ·
1996 ·
1997 ·
1998 ·
1999 ·
2000 ·
2001 ·
2002 ·
2003 ·
2004 ·
2005 ·
2006 ·
2007 ·
2008 ·
2009 ·
2010 ·
2011 ·
2012 ·
2013 ·
2014 ·
2015 ·
2016 ·
2017 ·
2018 ·
2019 ·
2020 ·
2021 ·
2022 ·
2023
- Nederland (Top 40)
- Nederland (Single Top 100)
- Vlaanderen (Radio 2 Top 30)
- Vlaanderen (Ultratop 50)
- Wallonië
- Australië
- Denemarken
- Duitsland
- Frankrijk
- Italië
- Noorwegen
- Verenigd Koninkrijk
- Verenigde Staten (Hot 100)